# Тумонбаев, Акылбек Тогузбаевич
Акылбек Тогузбаевич Тумонбаев (род. 21 марта 1972, Кен-Суу) — депутат Жогорку Кенеша Кыргызской Республики VII созыва (с 2021 года). Член Комитета по бюджету, экономической и фискальной политике Жогорку Кенеш VII созыва (с декабря 2022 года).

## Биография

### Детство
Родился 21 марта 1972 года в селе Кен-Суу Тюпского района Иссык-Кульской области.

### Образование
В 1996 году поступил и успешно завершил обучение в Кыргызском Национальном университете им. Ж.Баласагына по специальности «Юриспруденция».
С 2011 по 2014 годы проходил обучение в Дипломатической Академии Министерства иностранных дел Кыргызской Республики им. К. Дикамбаева по направлению «Международные отношения».

### Трудовая деятельность
В 1992 году трудился рядовым сотрудником в Проектно-оформительном кооперативе «Дизайн».
С 1992 по 1994 годы проходил службу в органах внутренних дел Министерства внутренних дел Кыргызской Республики.
С 1995 по 1999 годы — сотрудник в Государственной налоговой инспекции при Министерстве финансов Кыргызской Республики.
С 1999 по 2002 годы работал в должности оперуполномоченного в Государственной налоговой инспекции при Министерстве финансов Кыргызской Республики.
С 2002 по 2003 годы трудился в должности оперуполномоченного межрайонного отдела финансовой полиции по Чуйской и Кеминскому районам Межрегионального управления финансовой полиции при Правительстве Кыргызской Республики.
С 2005 по 2012 годы с небольшим перерывом проходил службу в органах финансовой полиции при Правительстве Кыргызской Республики.
С 2016 по 2021 — аудитор Счетной оплаты Кыргызской Республики.
В ноябре 2021 года избран депутатом VII созыва Жогорку Кенеша Кыргызской Республики от Ак-Суйского избирательного округа № 35. В 2022 году вошёл в состав комитета по бюджету, экономической и фискальной политике Жогорку Кенеша.